# Bâtiment de la Cour d'appel final
Le bâtiment de la Cour d'appel final (終審法院大樓), aussi connu sous le nom d'ancien bâtiment de la Cour suprême, est le siège de la Cour d'appel final de Hong Kong. Il a accueilli la Cour suprême (en) de 1912 à 1983 et le Conseil législatif de 1985 à 2011. Il est situé au 8 Jackson Road dans le quartier de Central, le long de la bordure est de Statue Square, directement à l'ouest du jardin Chater. En tant qu'ancienne Cour suprême, sa façade est l'un des monuments déclarés de Hong Kong.

## Histoire
Le bâtiment est conçu par Aston Webb et Ingress Bell (en), les architectes britanniques responsables de la façade est du palais de Buckinghamet de la façade de Cromwell Road du Victoria and Albert Museum de Londres.
Sa construction commence en 1900 et il est inauguré le 15 janvier 1912 par le gouverneur Frederick Lugard. Ce bâtiment néo-classique en granite de deux étages est soutenu par des colonnes ioniques. Il est surmonté d'une statue de la Justice aux yeux bandés de 2,7 m de haut, représentée par Thémis, la déesse grecque de la justice et de la loi, inspirée par celle érigée à Old Bailey à Londres.
Durant l'occupation japonaise de Hong Kong (de décembre 1941 à août 1945), le bâtiment est utilisé comme quartier général de la Kenpeitai (police militaire).
En 1978, ce bâtiment est gravement affecté par la construction du métro de Hong Kong, nécessitant des travaux de restauration. En conséquence, pendant une partie du début des années 1980, la Cour suprême est déplacée dans le bâtiment de l'ancienne mission française, qui a ensuite été utilisé par le tribunal du district (en) de Victoria.
En 1985, le bâtiment devient le siège au Conseil législatif, et est connu sous le nom de « Bâtiment du Conseil législatif », tandis que la Cour suprême déménage dans le bâtiment de la Cour suprême (en) à Admiralty (en), renommé « bâtiment de la Haute Cour » en 1997.
En 2011, le Conseil législatif déménage dans le nouveau complexe du Conseil législatif (en) au sein du complexe du gouvernement central (en) sur le site de Tamar.
Le 7 septembre 2015, le bâtiment retrouve son ancienne fonction judiciaire et abrite aujourd'hui la Cour d'appel final. La cérémonie d'ouverture a lieu le 25 septembre 2015 par le Président de la Cour d'appel final Geoffrey Ma (en).

## Caractéristiques architecturales
Le bâtiment est érigé sur un terre-plein gagné sur le mer. Ses fondations sont formées en enfonçant des centaines de troncs de sapins chinois dans le mélange de matériaux de récupération et de limon sur le site. En conséquence, le bâtiment est en fait « flottant » sur un radeau en bois. Un tel système de fondation nécessite que la nappe phréatique soit maintenue à niveau, et un système de réapprovisionnement est installé pour le remplacer selon les besoins.
Le plan du bâtiment suit un modèle rectangulaire et est symétrique. Le bâtiment occupe une superficie d'environ 2 660 m² (environ 70 m sur 38) et est entouré de colonnes. Sa hauteur, façadée de la couronne Tudor, est d'environ 40 m.
Un fronton surmonte la partie centrale du bâtiment face à Statue Square. Le fronton est surmonté d'une statue de la justice et en dessous se trouve l'inscription Erected AD MDCCCCX (Érigé en 1910). Le fronton comprend une fenêtre semi-circulaire et la sculpture des armoiries royales du Royaume-Uni est au-dessus. L'écu montre les différents emblèmes royaux des différentes parties du Royaume-Uni : les trois lions d'Angleterre dans les premier et quatrième quartiers, le lion d'Écosse dans le second et la harpe d'Irlande dans le troisième. Le bouclier est soutenu par le lion anglais et la licorne écossaise (en) et est surmonté de la couronne royale. La devise du souverain, Dieu et mon droit, s'affiche en dessous. Les figures de la Miséricorde et de la Vérité sont situées des deux côtés des armoiries royales britanniques.

## Galerie

### Extérieur

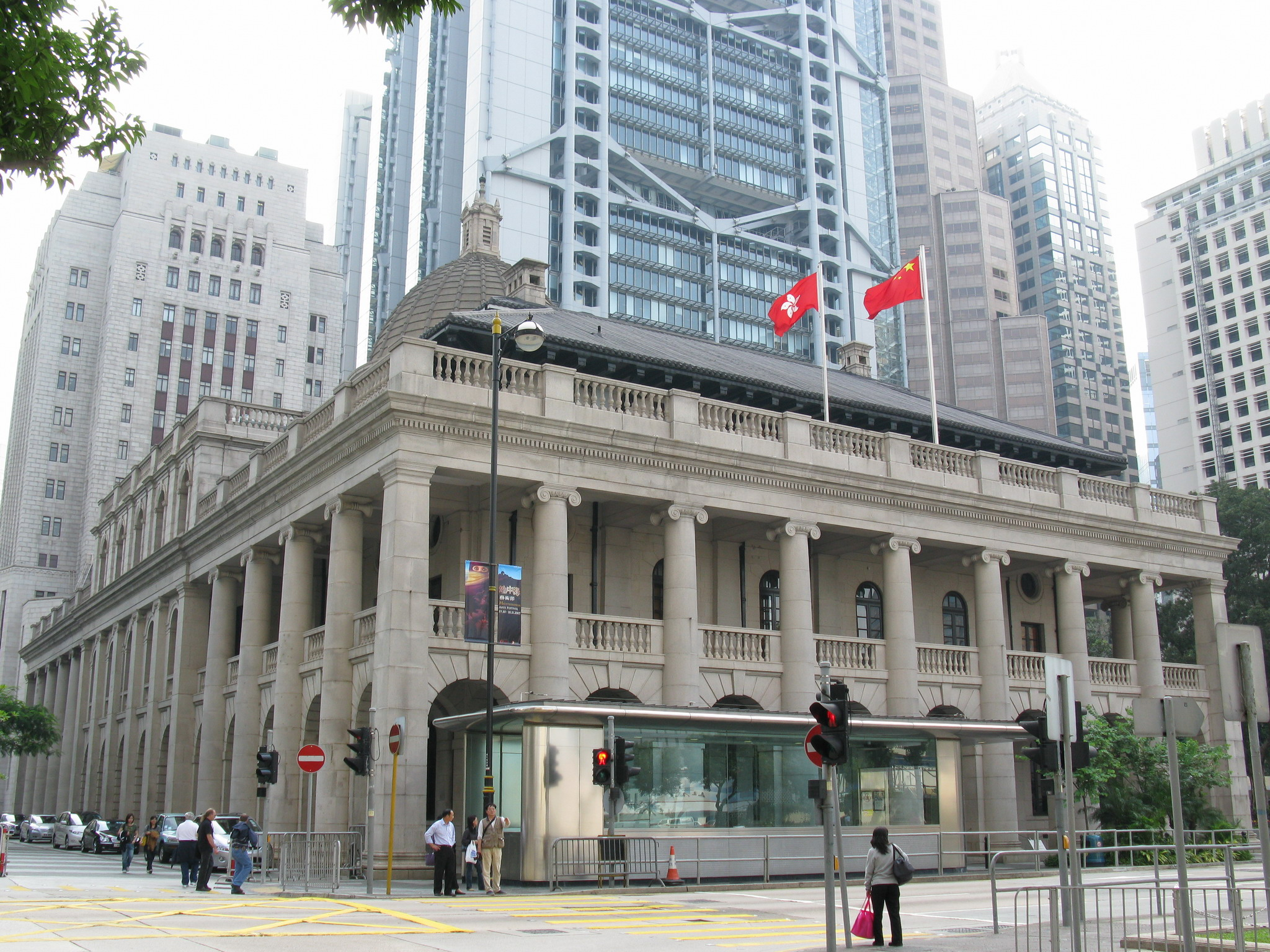
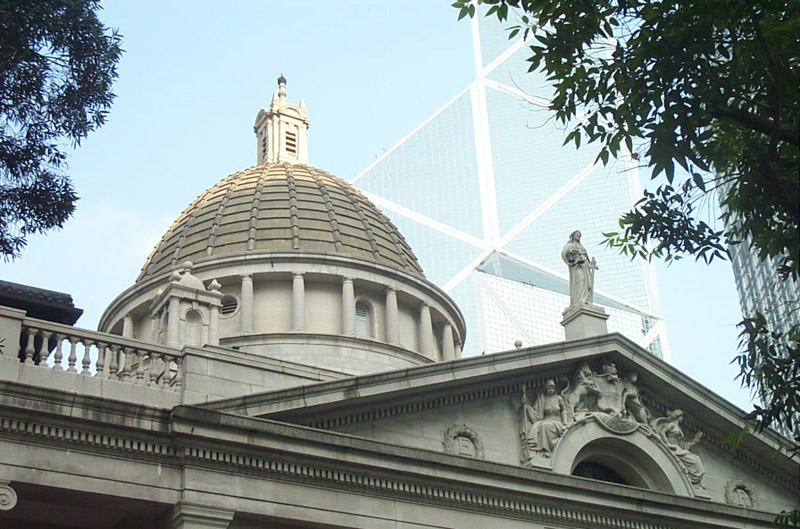
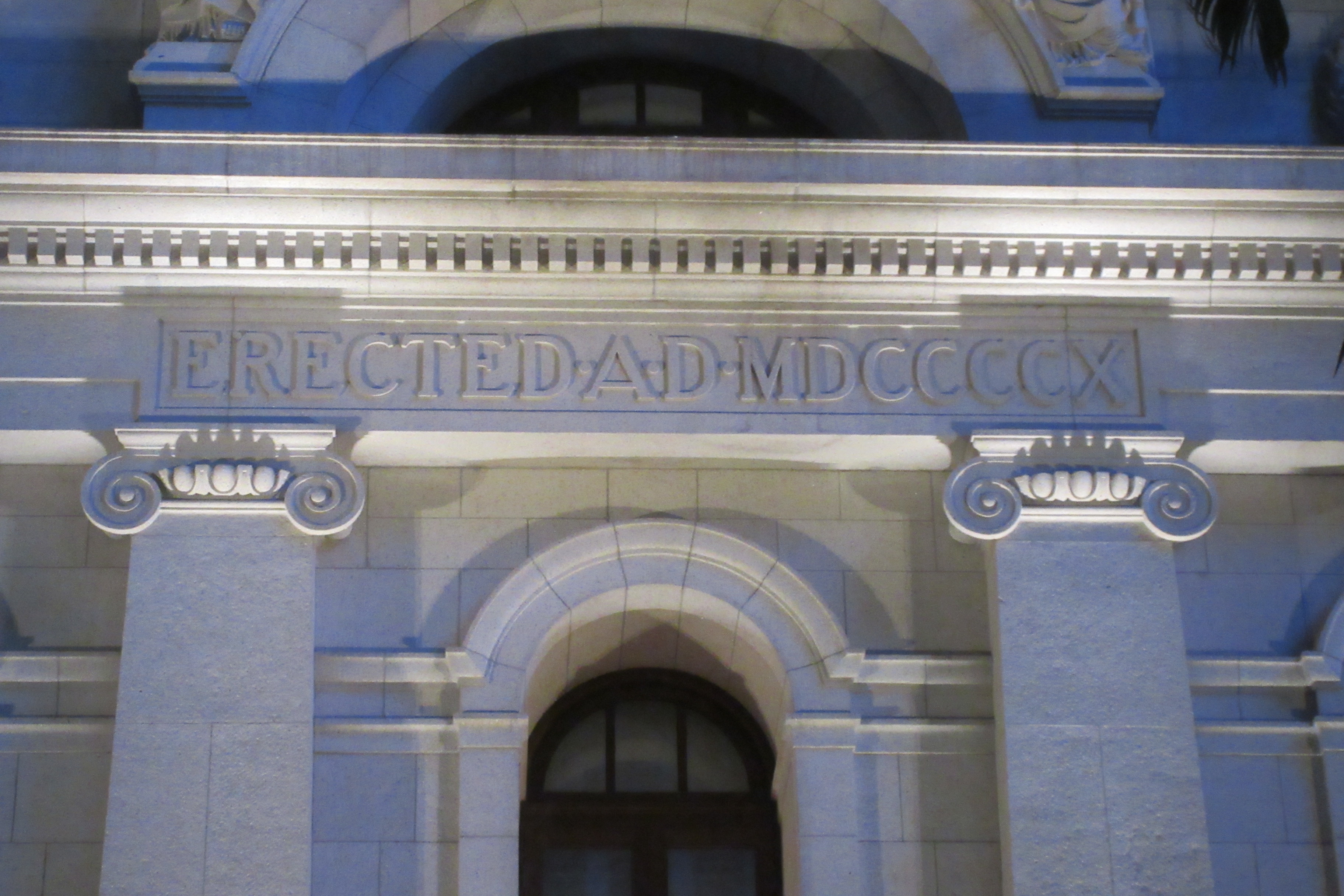
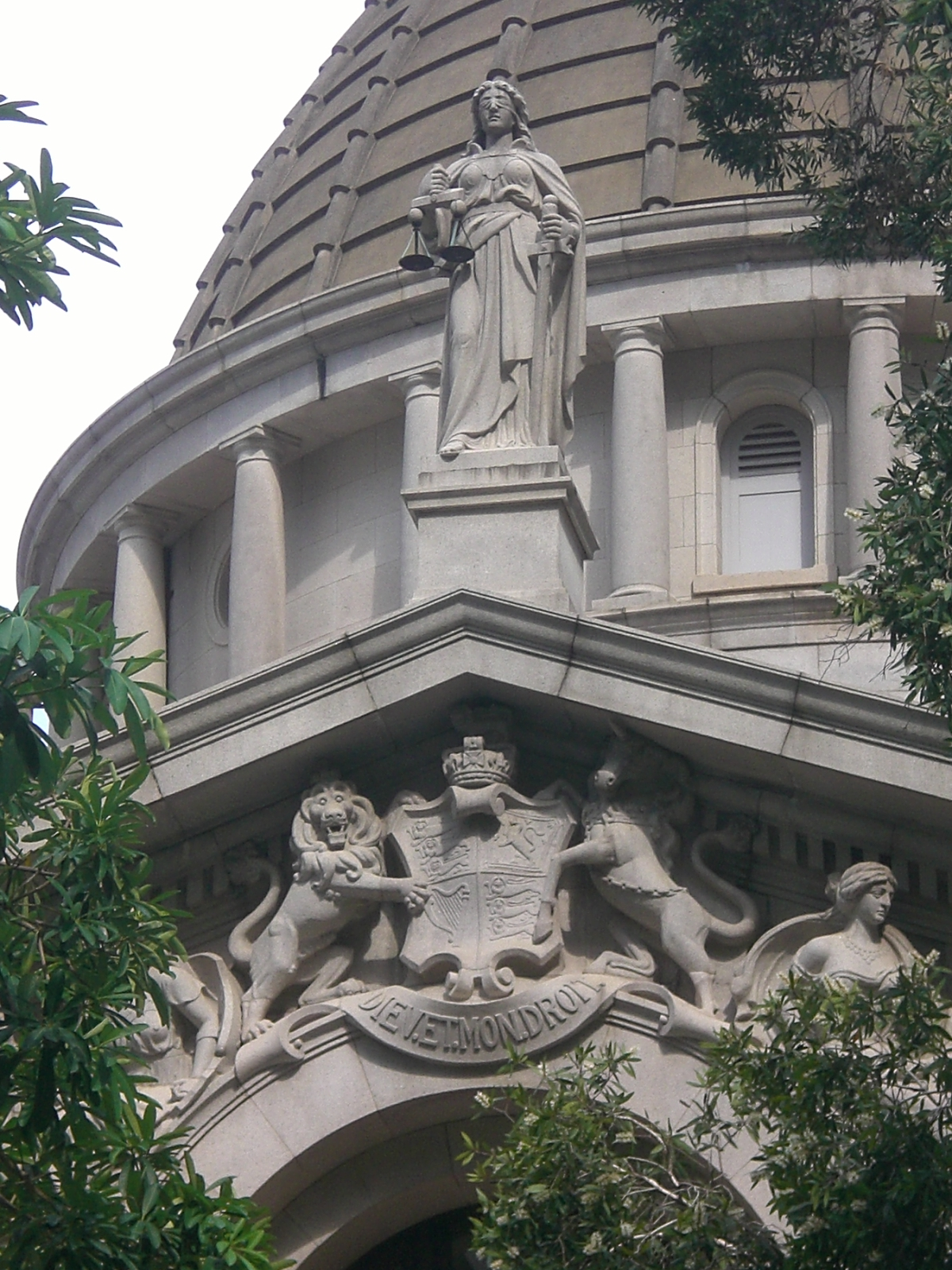
Thémis et les armoiries royales.
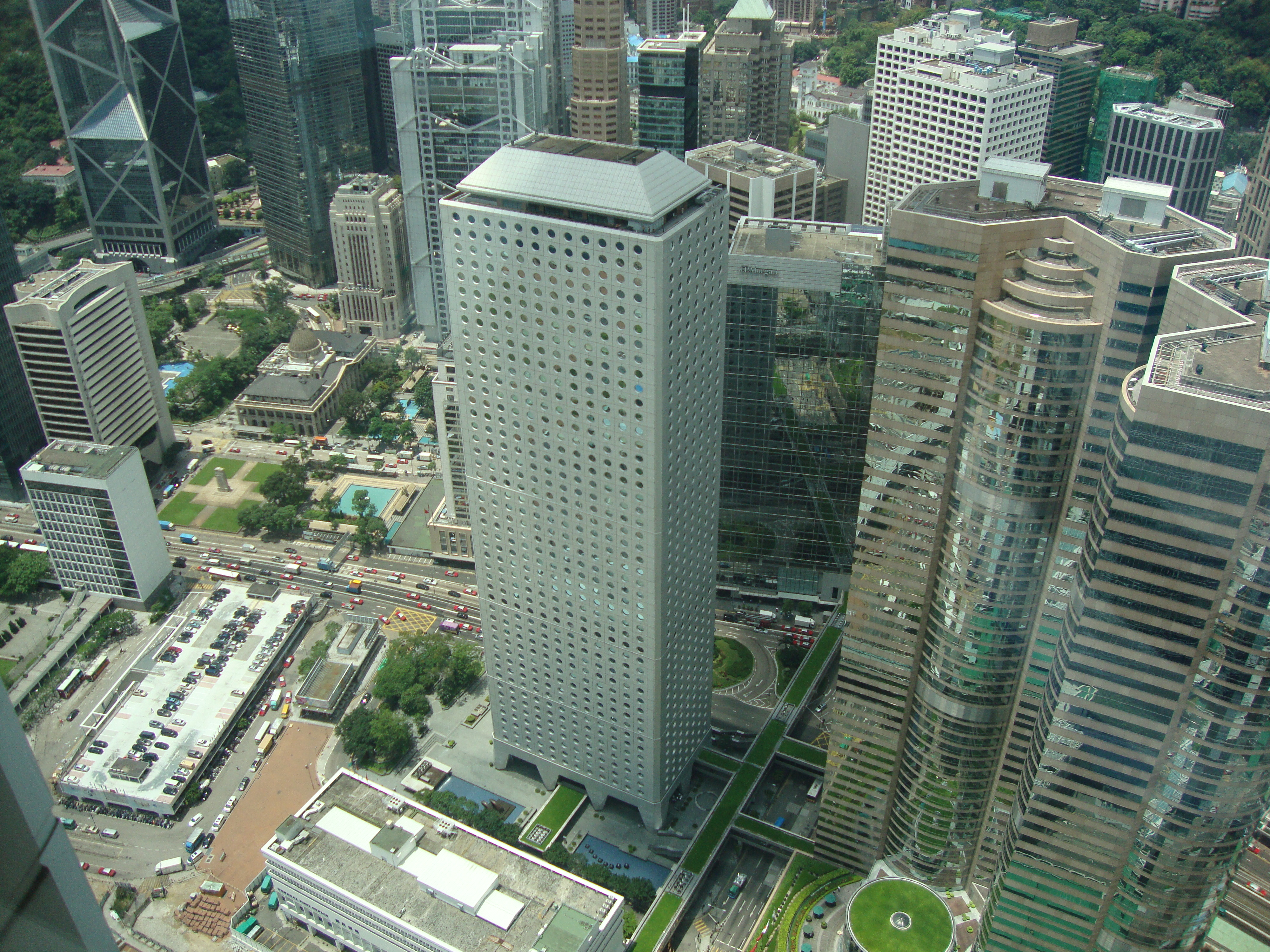
Vue aérienne (le bâtiment est sur la gauche)
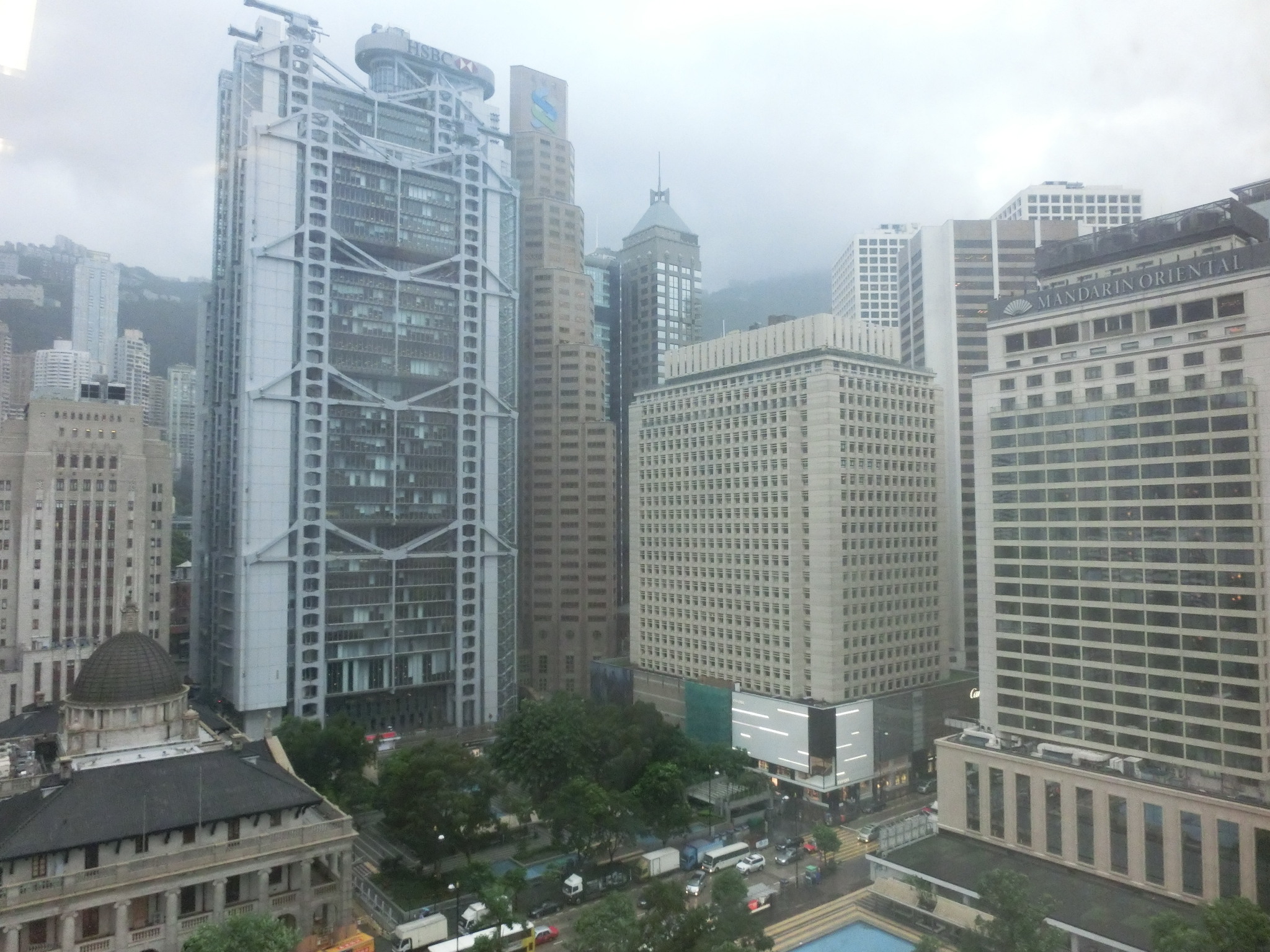
Vue générale de Statue Square en août 2013 avec le bâtiment sur la gauche

### Intérieur

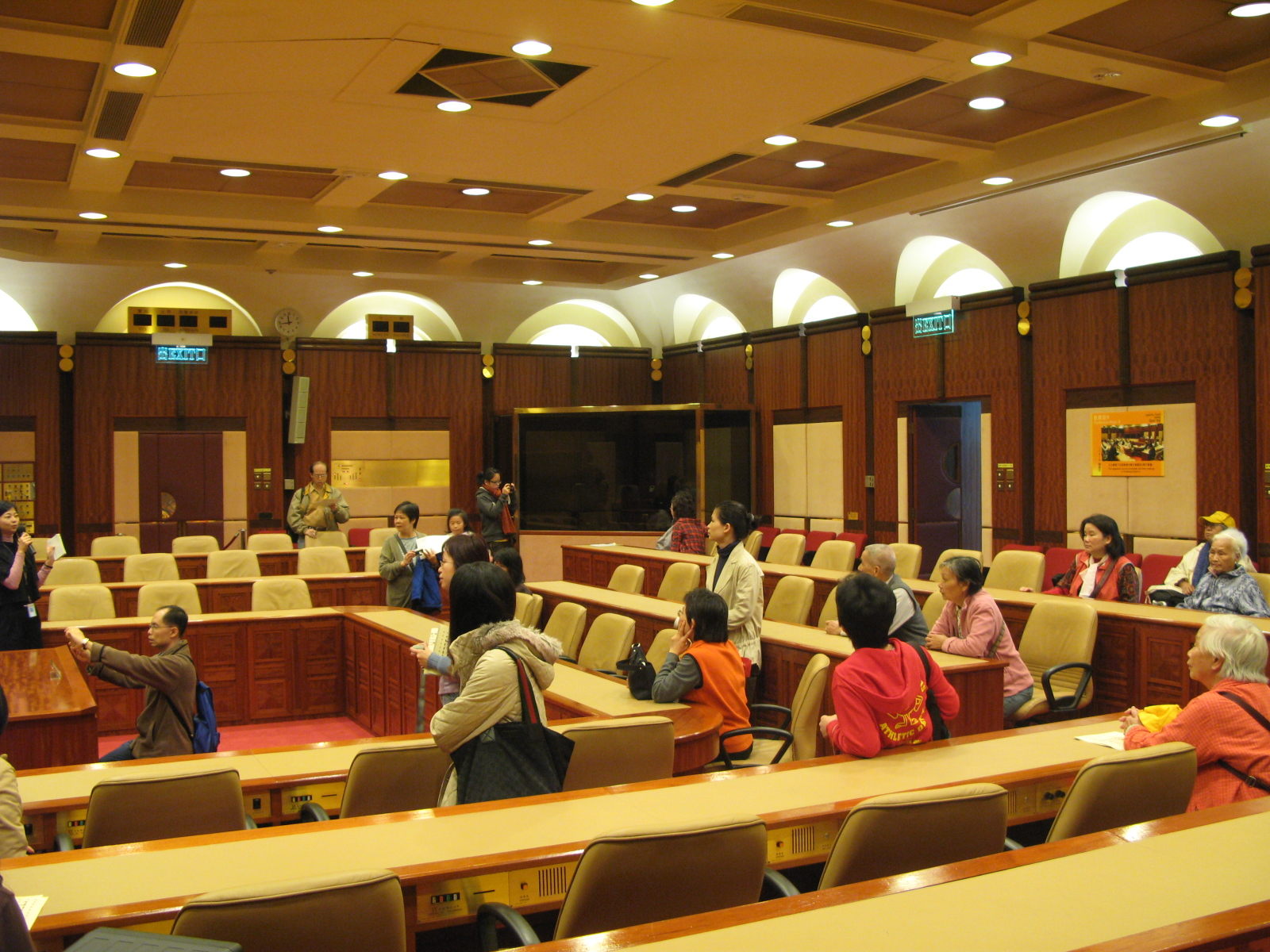
Salle de conférence A
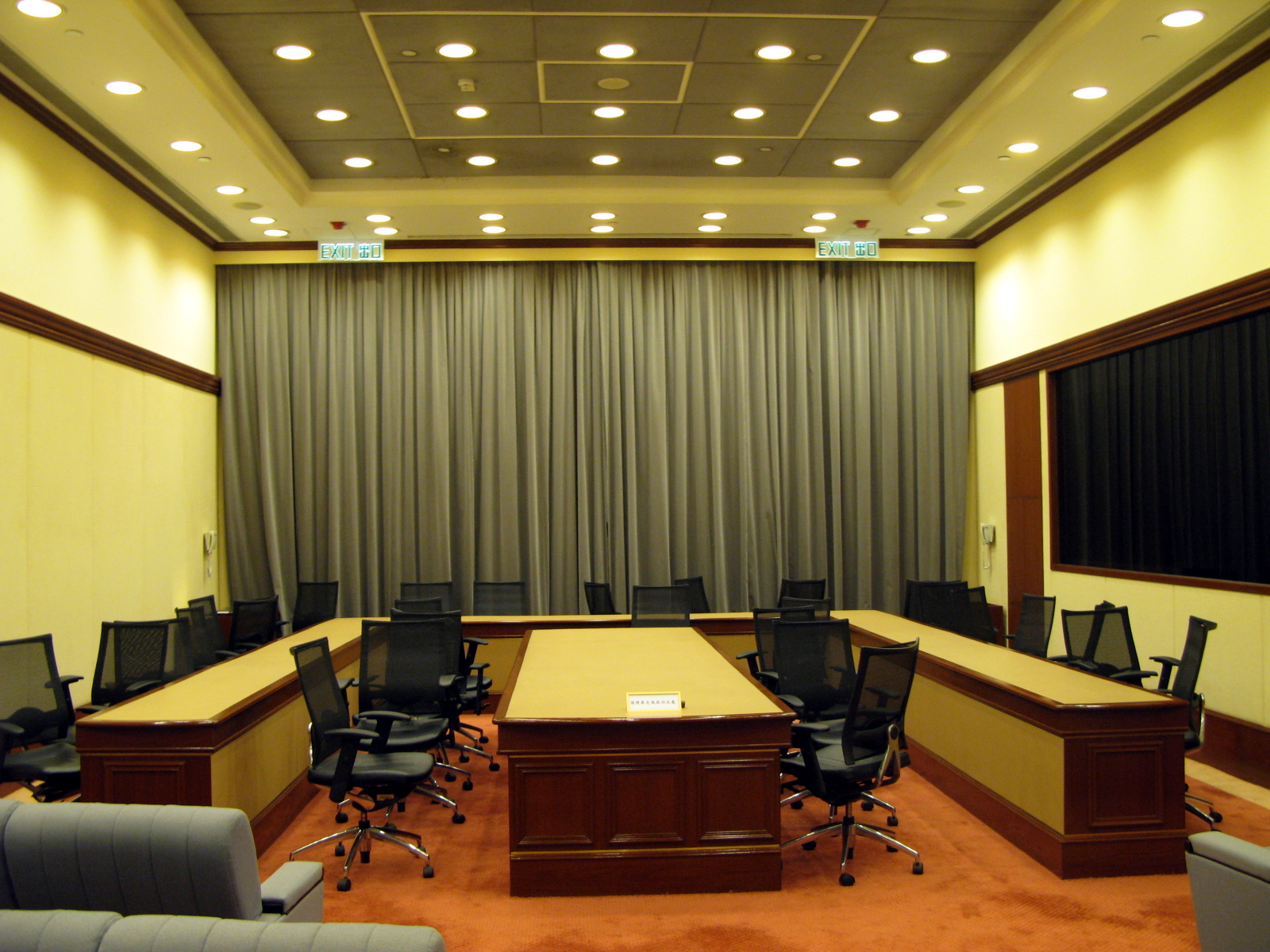
Salle de conférence B
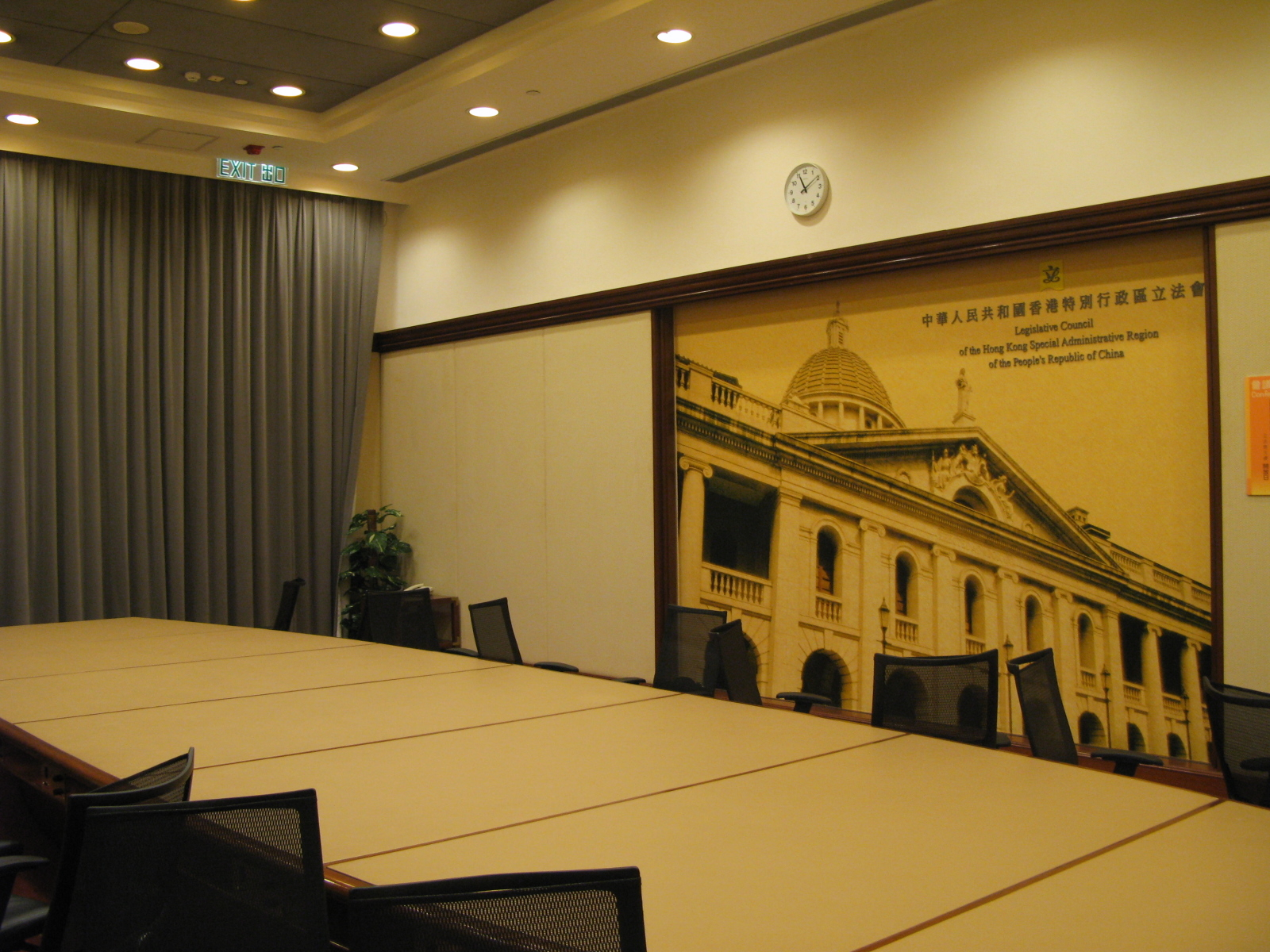
Salle de conférence C
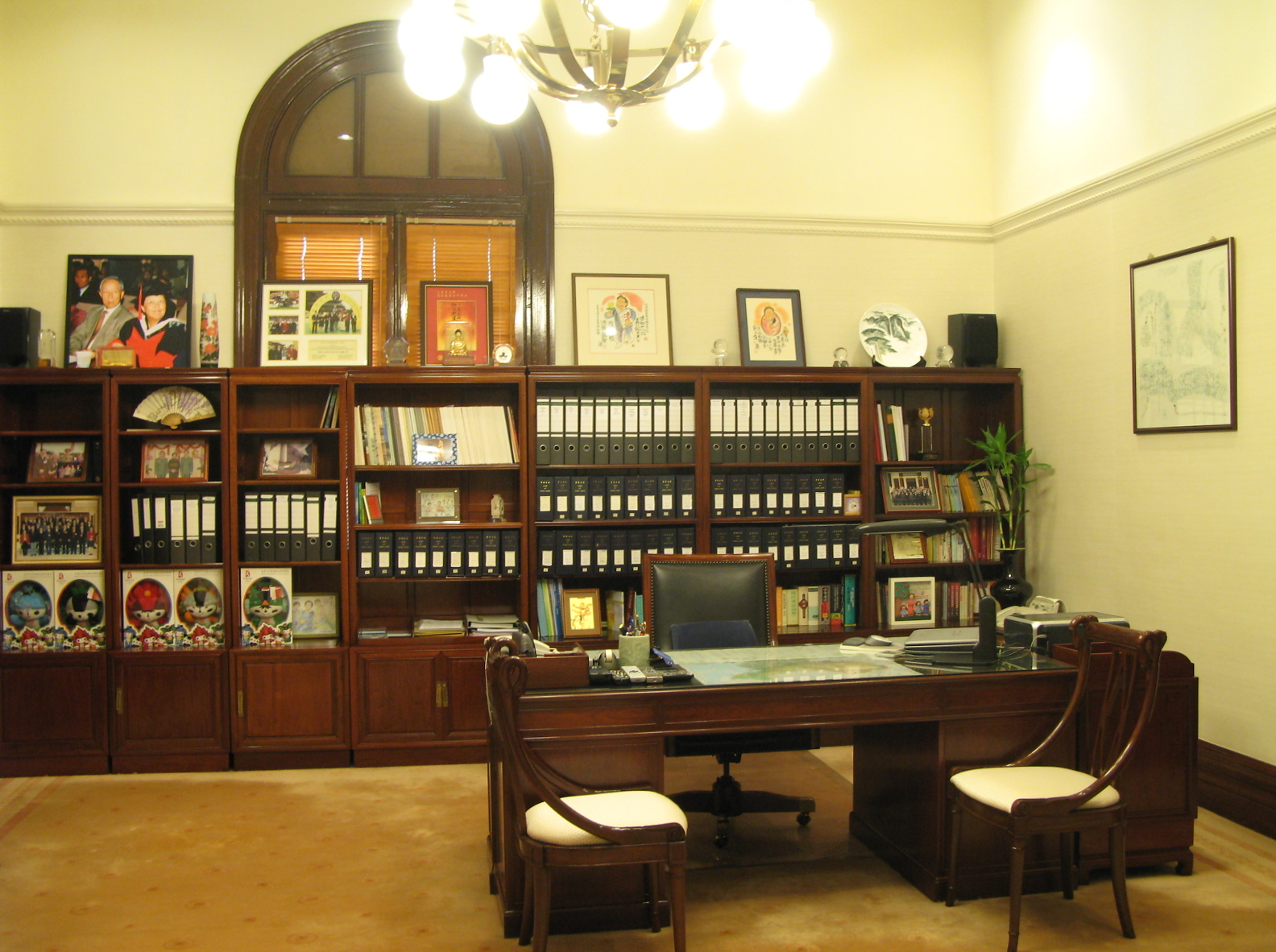
Bureau du président
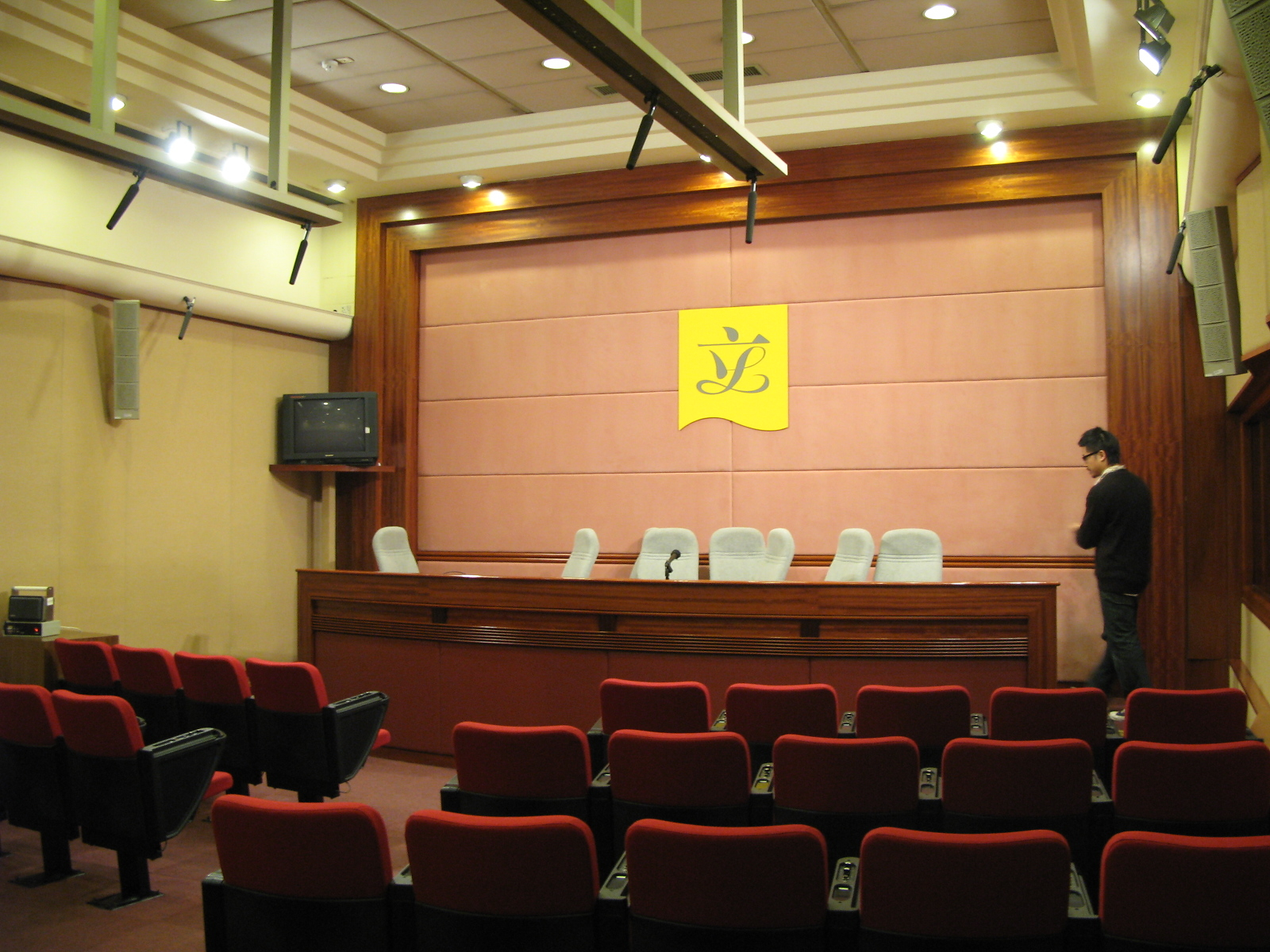
Salle de conférence de presse
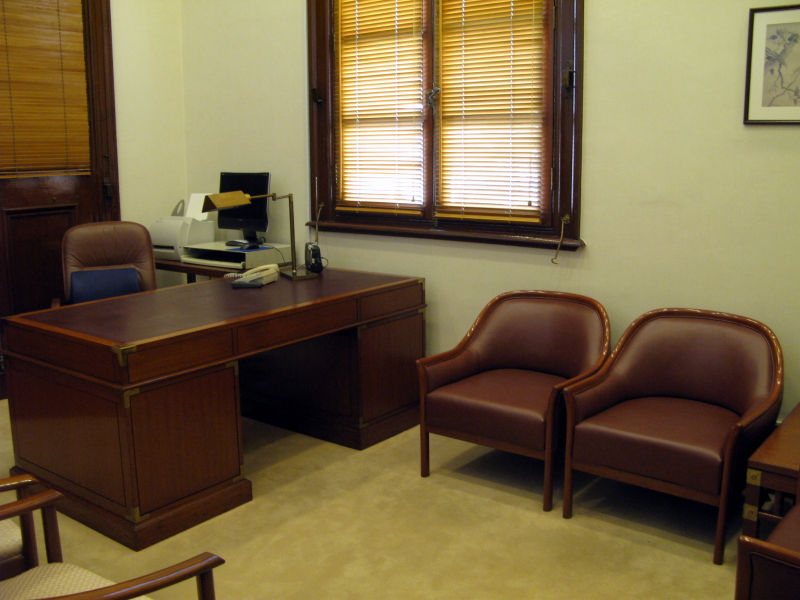
Bureau des membres du Conseil législatif
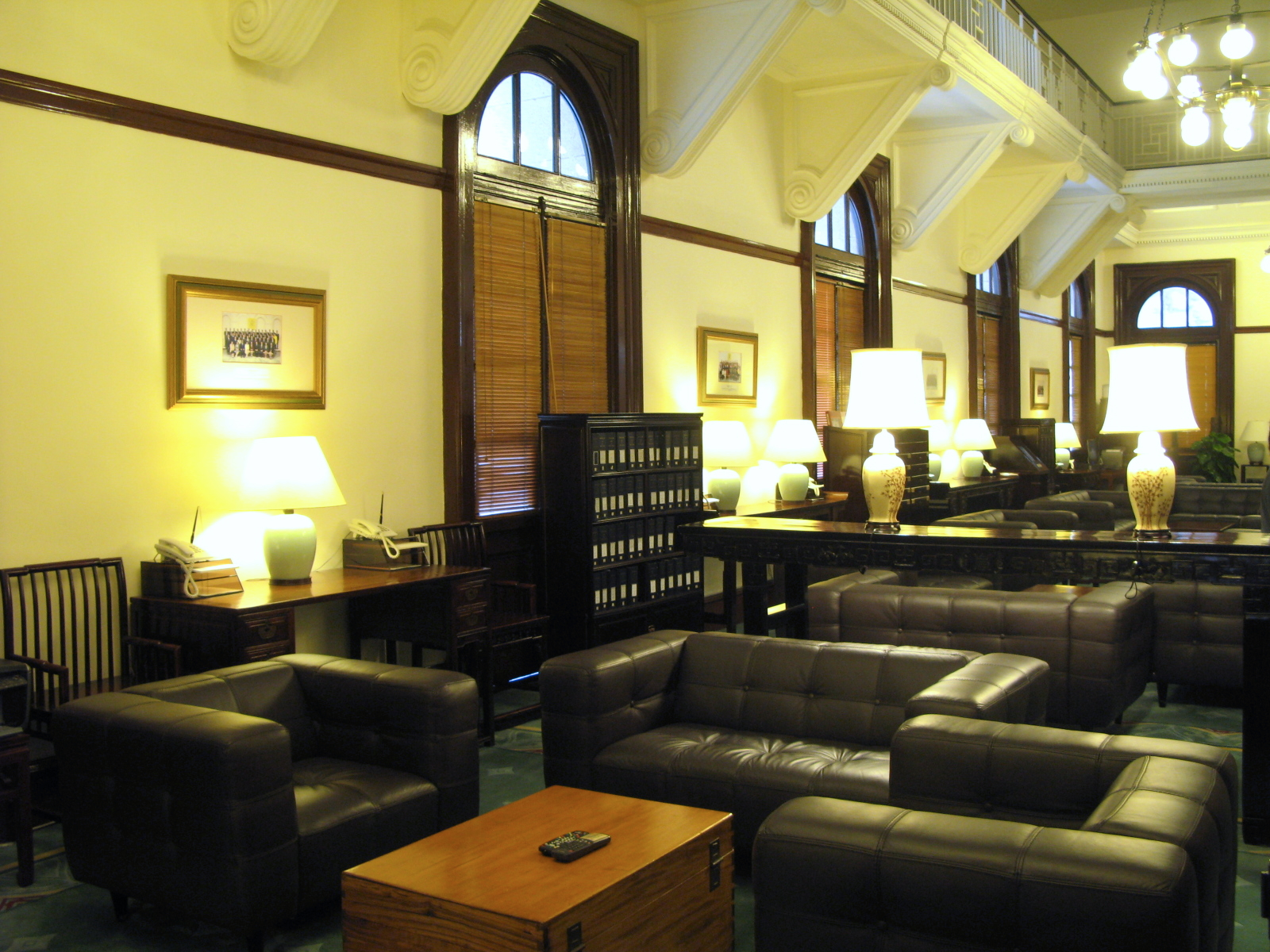
Antichambre
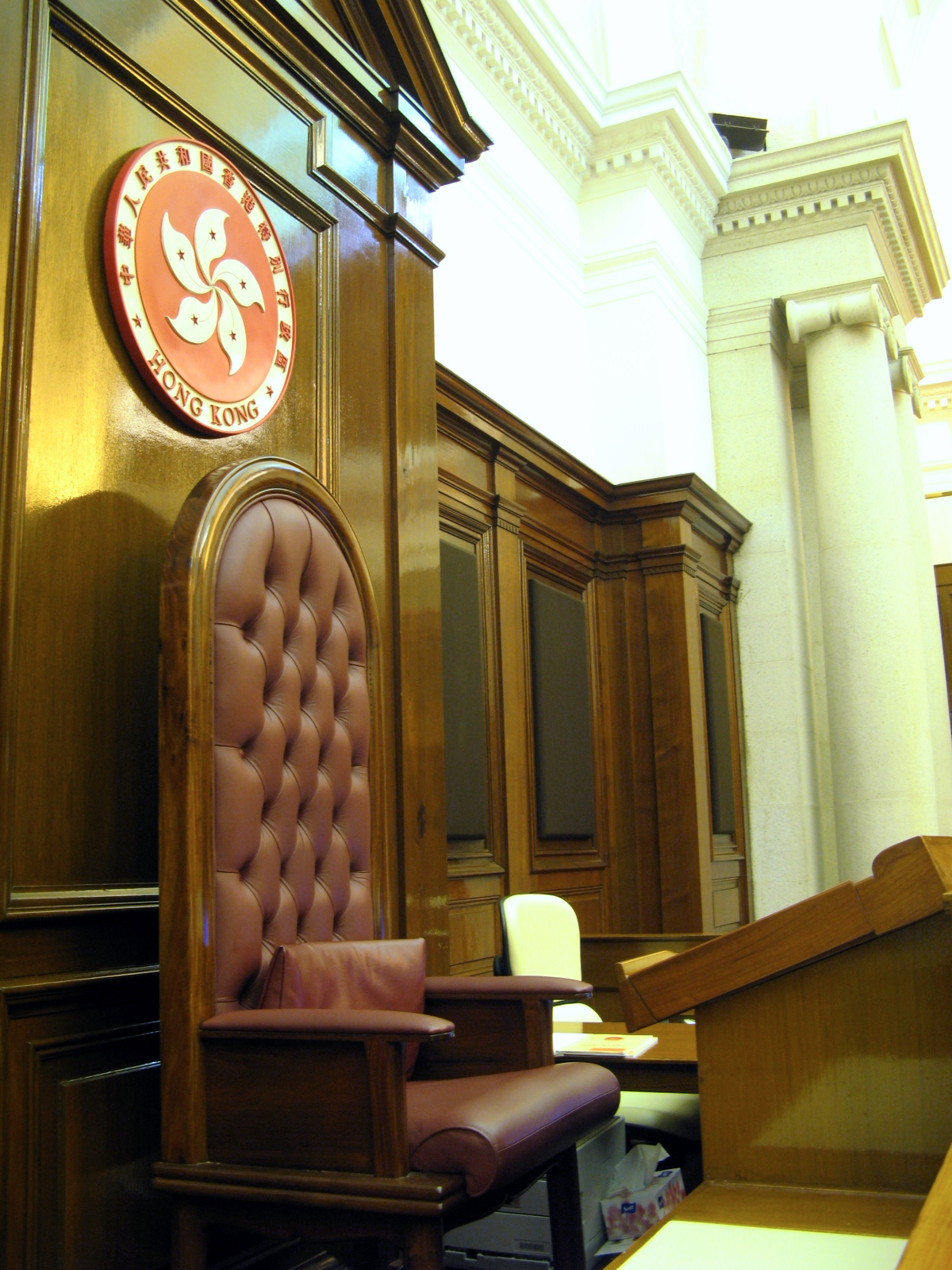
Siège du président
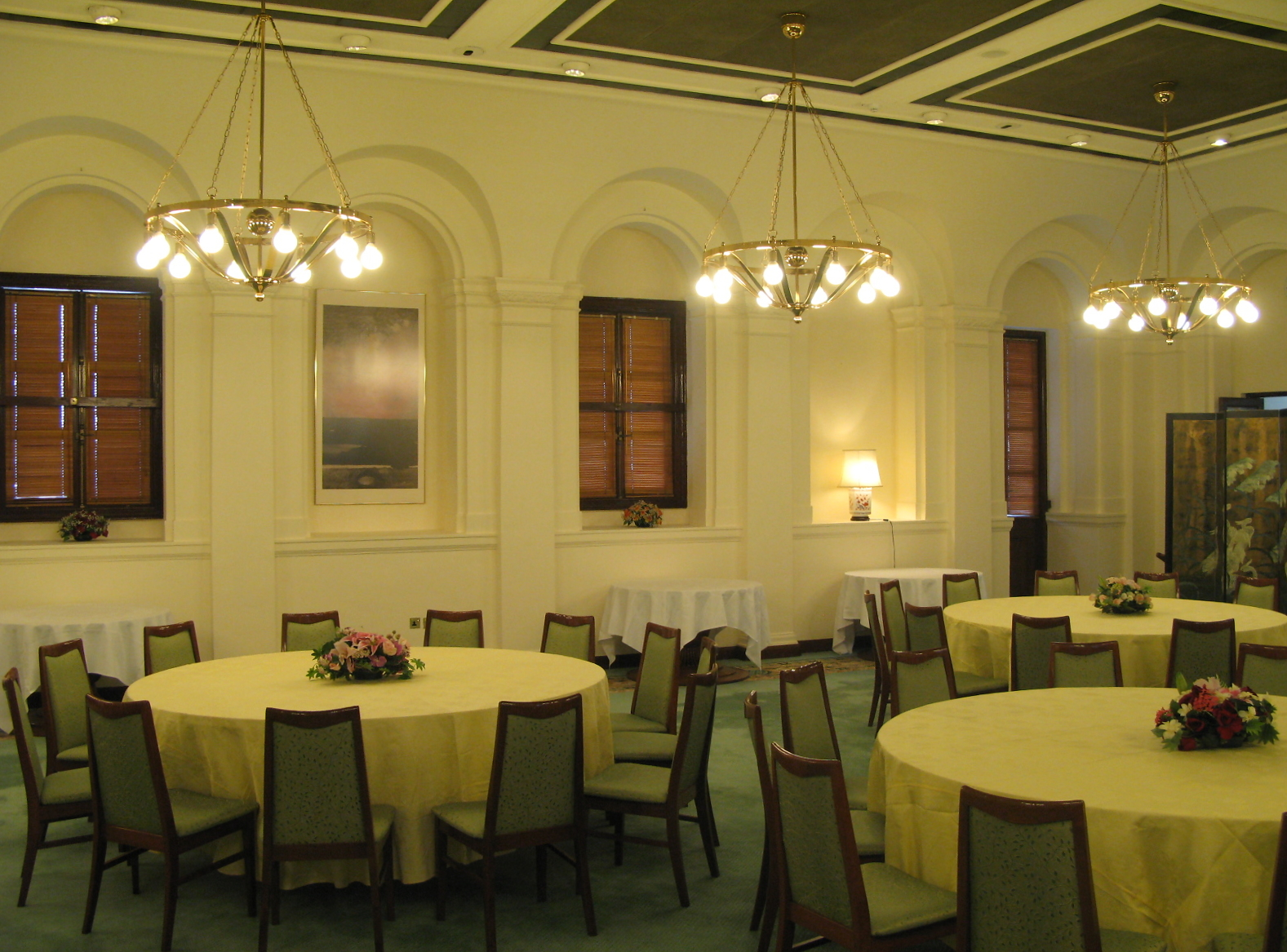
Salle à manger
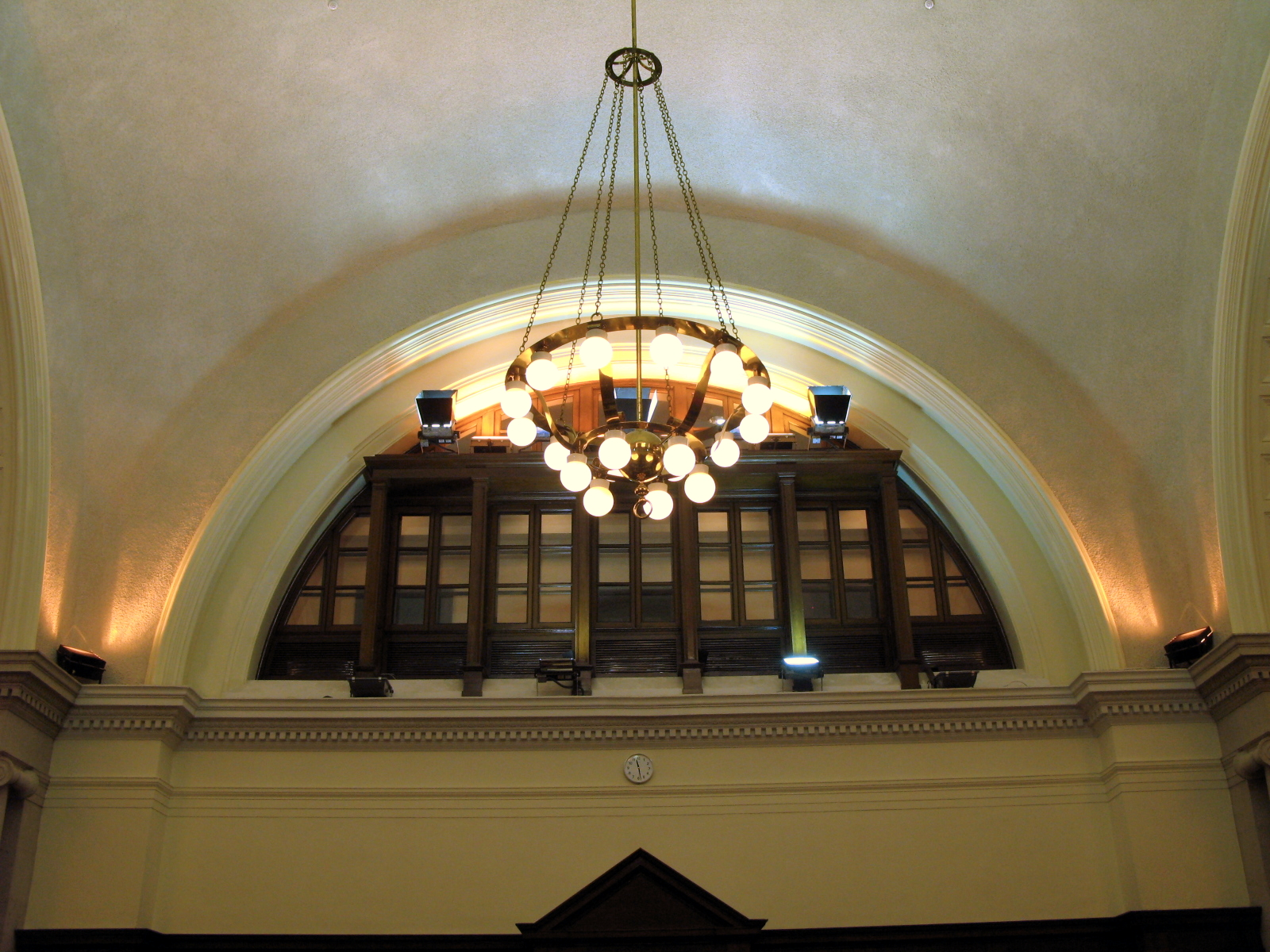
Plafond de la salle principale
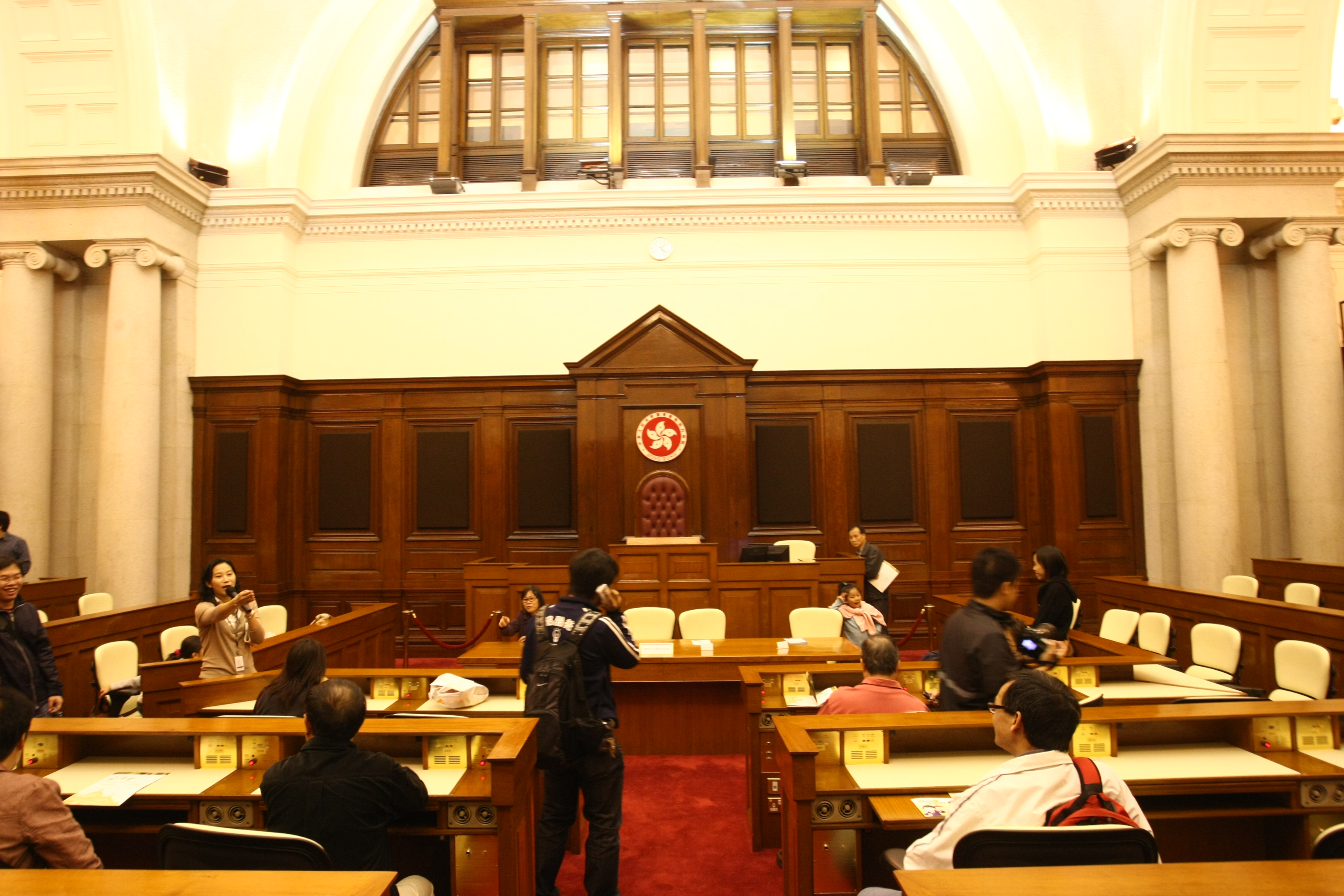
Intérieur de la chambre
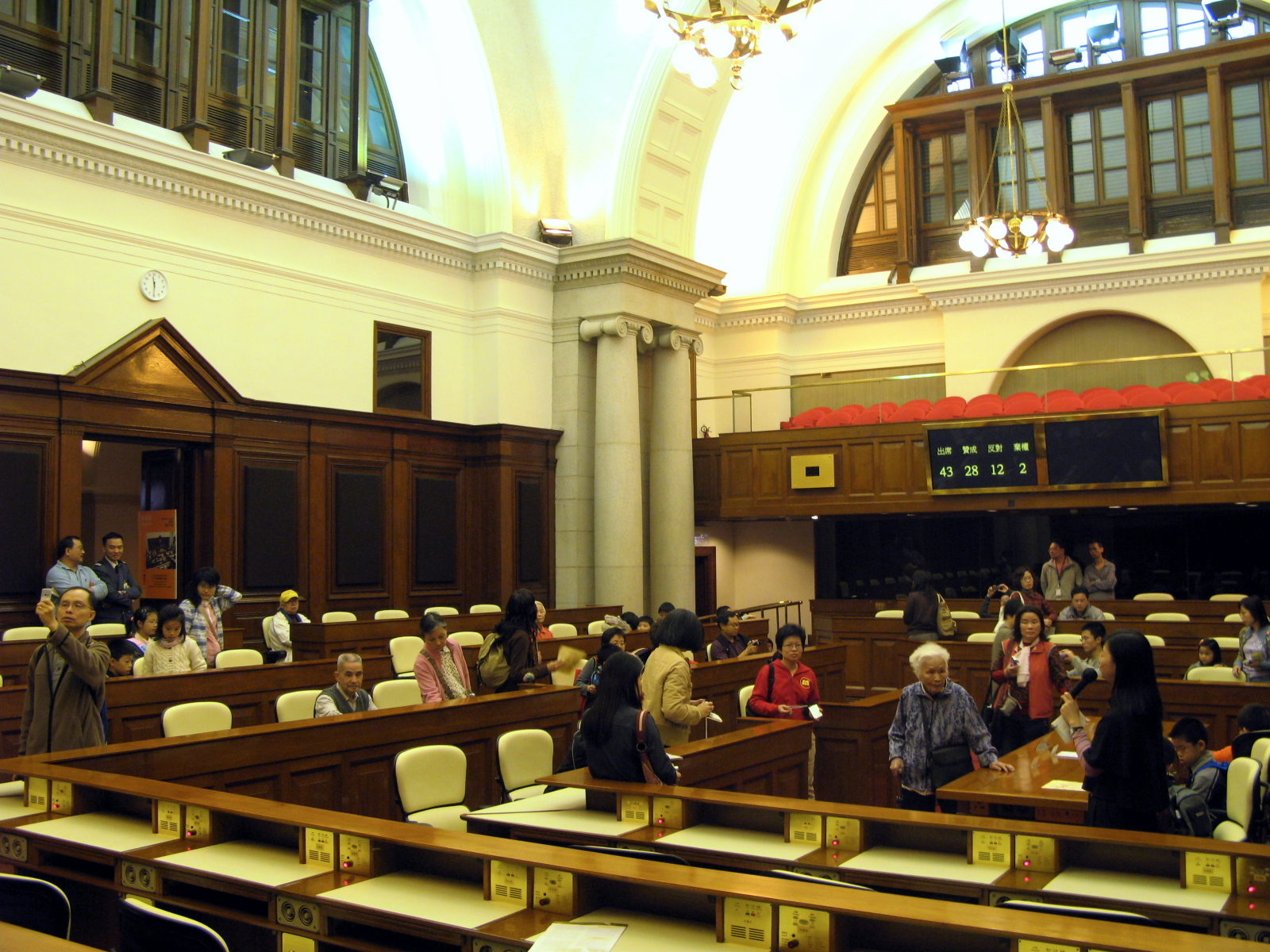
Intérieur de la chambre